# Oficial radiotelegrafista

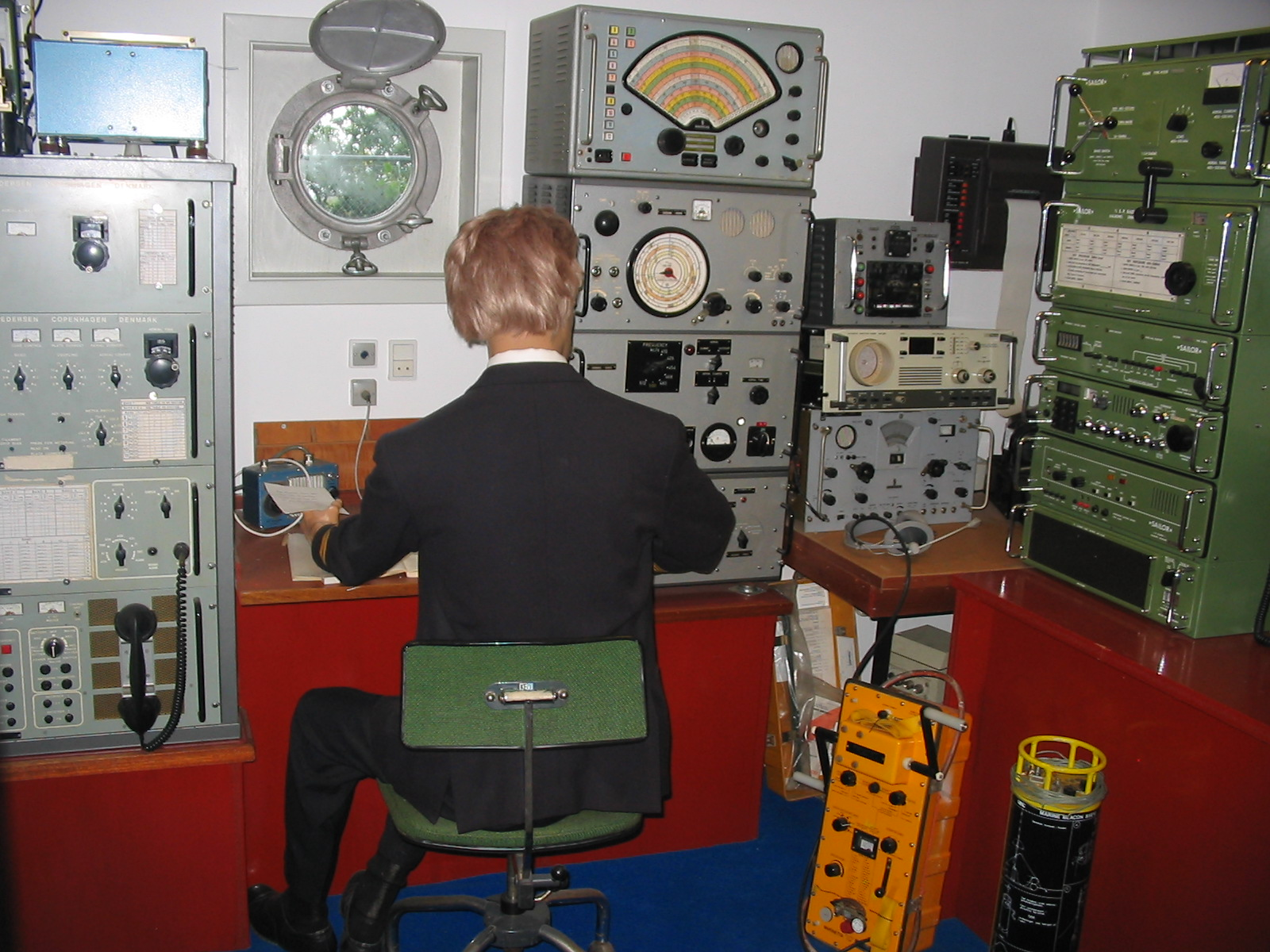
Estación Radio de borde

El oficial radiotelegrafista, también conocido como oficial de radio, es el operador asignado a las comunicaciones por radio en los buques o en las aeronaves. Es responsable de la operación de la emisora de radio, de las telecomunicaciones y de los servicios de comunicación entre el barco la base del puerto o entre el avión (piloto) y el aeropuerto. 
El cargo de oficial radiotelegrafista de la marina mercante se remonta a principios del siglo XX, en una época en que los buques se comunicaban principalmente mediante la radiotelegrafía.
En Francia, el oficio de oficial radiotelegrafista de la Marina mercante fue creado en 1904 y se suprimió en 1997. En 1912 : Obligación de tener una estación radiotelegráfica presente en todos los paquebotes.  En tiempos más recientes, la actividad del oficial de radio, en los aviones, fue integrada a las funciones relacionadas con el ingeniero de vuelo.

## El operador radiotelegrafista

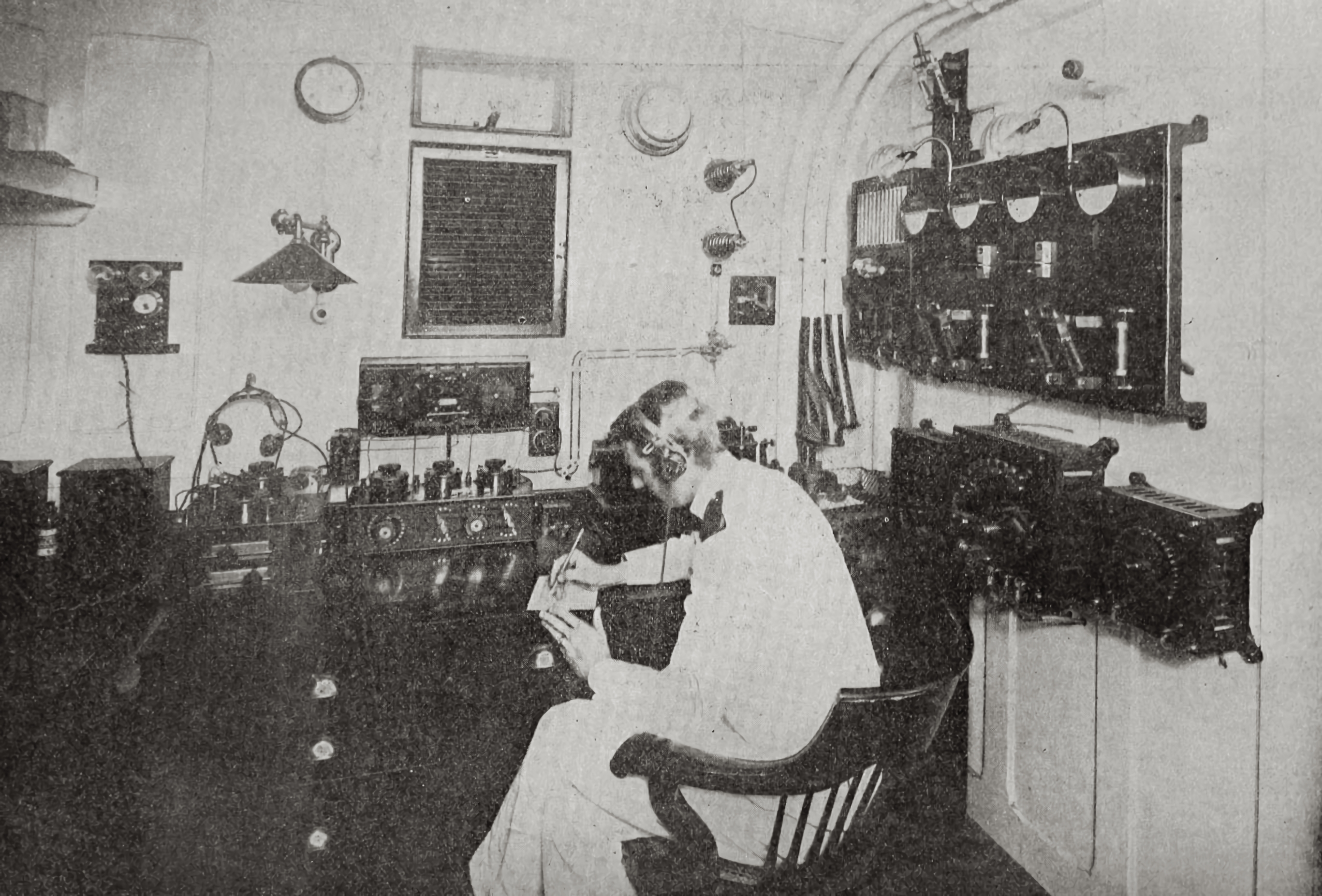
Estación radiotelegráfica del transatlántico en 1911.

Las funciones del «oficial radiotelegrafista» eran:
- Localizar la nave por radio.
- Establecer las comunicaciones públicas.
- Establecer las comunicaciones barco barco.
- Establecer las comunicaciones operaciones portuarias.
- Establecer las comunicaciones para el acopio.
- Establecer las comunicaciones náuticas.
- Establecer las comunicaciones de socorro.
- Establecer las comunicaciones de los mensajes familiares. (Los viajeros que recorrían el mundo en barco, reclamaron la posibilidad de poder mandar telegramas durante sus viajes).

## Llamadas en banda decamétrica
La propagación en alta frecuencia de banda decamétrica u onda corta se utiliza para las radiocomunicaciones a gran distancia (alcance hasta 12 000 km permanentemente y el resto del mundo algunas horas por día con una potencia de emisión inferior a 1000 W) de una estación marítima costera. 
Cuadro de frecuencias de llamada asignada a las estaciones de buques para radiotelegrafía en morse manual de clase A1A o para la radiotelegrafía en morse automática de clase A1B a velocidades de transmisión no sobrepasando los 40 bauds.

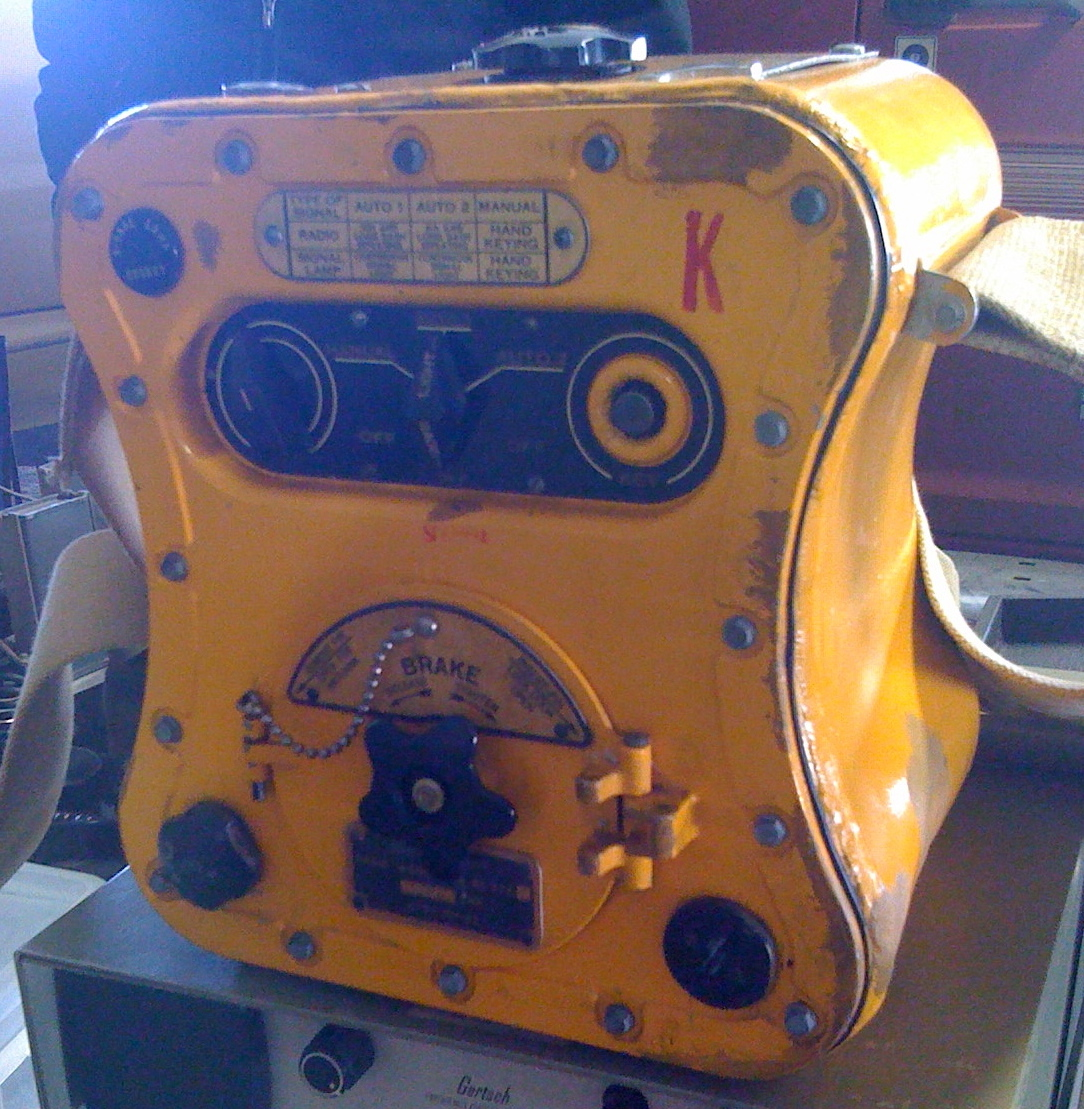
emisor receptor de naufragio 500 kHz y 8 364 kHz

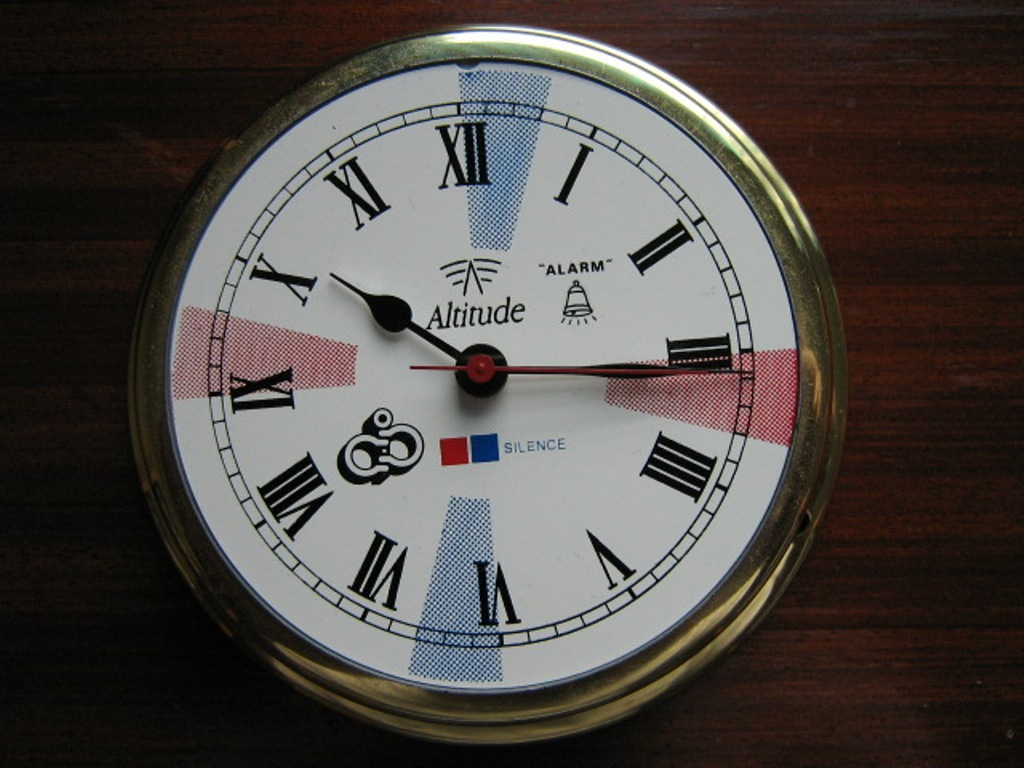
Los Sectores de los periodos de silencio radio de 3 minutos. En rojo para la frecuencia 500 kHz (telegrafía). En azul para la frecuencia 2182 kHz (Telefonía)

Anchura en cada banda :  0,5 kHz.
| Uso banda decamétrica         | Banda de 4 MHz | Banda de 6 MHz | Banda de 8 MHz | Banda de 12 MHz | Banda de 16 MHz | Banda de 22 MHz | Banda de 25 MHz |
| ----------------------------- | -------------- | -------------- | -------------- | --------------- | --------------- | --------------- | --------------- |
| Vía común en el mundo         | 4184 kHz       | 6276 kHz       | 8368 kHz       | 12 552 kHz      | 16 736 kHz      | 22 280,5 kHz    | 25 172 kHz      |
| Mar Caribe y Océano Atlántico | 4182 kHz       | 6277 kHz       | 8366 kHz       | 12 550 kHz      | 16 734 kHz      | 22 279,5 kHz    | 25 171,5 kHz    |
| Golfo de México               | 4183 kHz       | 6278 kHz       | 8367 kHz       | 12 551 kHz      | 16 735 kHz      | 22 281,5 kHz    | 25 171,5 kHz    |
| Océano Pacífico Norte         | 4185 kHz       | 6279 kHz       | 8368,5 kHz     | 12 552,5 kHz    | 16 736,5 kHz    | 22 282,5 kHz    | 25 172,5 kHz    |
| Pacífico Sur                  | 4186 kHz       | 6280 kHz       | 8370 kHz       | 12 554 kHz      | 16 737,5 kHz    | 22 283,5 kHz    | 25 172,5 kHz    |

## La A.R.E.
La Asociación de Radiotelegrafistas y Oficiales Radioelectrónicos de la Marina Mercante (ARE, en un principio denominada "Asociación Nacional de Radiotelegrafistas" y posteriormente "Asociación de Radiotelegrafistas Españoles"), fue creada el día 27 de julio de 1949. Es una entidad que tiene por objeto agrupar a aquellas personas que estando en posesión de cualquiera de los títulos de Radiotelegrafista, Oficial Radioelectrónico de la Marina Mercante, Diplomado y Licenciado en Radioelectrónica Naval, expedidos por Escuela Oficial o Facultad de carácter Civil, deseen pertenecer a la misma.